# Countdown (album Exo)
COUNTDOWN – pierwszy japoński album studyjny południowokoreańskiej grupy Exo, wydany 31 stycznia 2018 roku przez Avex Trax. Ukazał się w piętnastu edycjach: CD+DVD, CD+Blu-ray, „EXO-L-JAPAN” i „Limited Venue” (limitowane), ośmiu edycji z każdym z członków, CD+DVD, CD+Blu-ray oraz CD (regularne). Album osiągnął 1 pozycję w rankingu Oricon i pozostał na liście przez 20 tygodni, sprzedał się w nakładzie ponad 123 489 egzemplarzy w Japonii.
Album zdobył status złotej płyty.

## Lista utworów
| CD  | CD                                  | CD                                                      | CD                                                           | CD      |
| Nr  | Tytuł utworu                        | Tekst                                                   | Muzyka                                                       | Długość |
| --- | ----------------------------------- | ------------------------------------------------------- | ------------------------------------------------------------ | ------- |
| 1.  | „Electric Kiss”                     | Junji Ishiwatari                                        | Obi Mhondere, Kyler Niko, Evan Berard                        | 3:27    |
| 2.  | „Coming Over”                       | Amon Hayashi (Digz Inc.)                                | Andreas Öberg, Darren Smith, Drew Ryan Scott, Sean Alexander | 3:22    |
| 3.  | „Love Me Right ~romantic universe~” | Oh Yoo-won, Kim Dong-hyun, Sara Sakurai                 | Denzil Remedios, Nermin Harambasic                           | 3:26    |
| 4.  | „LIGHTSABER”                        | Sara Sakurai, Chanyeol, MQ, Jung Joo-hee                | LDN Noise, Adrian Mckinnon                                   | 3:05    |
| 5.  | „TACTIX”                            | Kamikaoru                                               | Hanif Sabzevari, Daniel Kim                                  | 3:43    |
| 6.  | „Into My World”                     | Sara Sakurai                                            | Joonathan Kettunen, Daniel Kim                               | 3:43    |
| 7.  | „Lovin' You Mo'”                    | Amon Hayashi (Digz Inc.)                                | Kay, Avenue 52, Darren "Baby Dee Beats" Smith                | 3:44    |
| 8.  | „Drop That”                         | MQ (BeatBurger), Jae Shim (BeatBurger), Hidenori Tanaka | Shaun, Jae Shim (BeatBurger), Andreas Öberg, Maria Marcus    | 3:36    |
| 9.  | „Run This”                          | Amon Hayashi (Digz Inc.)                                | Mark Alvin Thompson, David Anthony Eames                     | 3:23    |
| 10. | „Cosmic Railway”                    | Sara Sakurai                                            | Steven Lee, Tom Hugo                                         | 4:38    |

| DVD/Blu-ray | DVD/Blu-ray                                              | DVD/Blu-ray |
| Nr          | Tytuł utworu                                             | Długość     |
| ----------- | -------------------------------------------------------- | ----------- |
| 1.          | „Electric Kiss” (Music Video)                            |             |
| 2.          | „Love Me Right ~romantic universe~” (Music Video)        |             |
| 3.          | „Coming Over” (Music Video)                              |             |
| 4.          | „LIGHTSABER” (Music Video)                               |             |
| 5.          | „„a-nation 2017” Live digest” (Initial Limited Content)  |             |
| 6.          | „Music Video -Off Shot Movie-” (Initial Limited Content) |             |
| 7.          | „Jaket Making Movie” (Initial Limited Content)           |             |

## Notowania
| Lista                      | Pozycja |
| -------------------------- | ------- |
| Oricon Weekly Albums Chart | 1       |
| Oricon Yearly Albums Chart | 31      |
| Billboard Japan Hot Albums | 1       |
| Billboard World Albums     | 4       |